# Jovan Aleksić
Jovan Aleksić cyr. Јован Aлeкcић (ur. 16 marca 1883 w Kumanowie, zm. 6 października 1966 w Belgradzie) – serbski polityk i nauczyciel, senator Królestwa Jugosławii w latach 1935-1941.

## Życiorys
Po ukończeniu szkoły w Kumanowie odbył studia filozoficzne w Belgradzie. W 1904 dołączył do grona redaktorów pisma Slovenski Jug, w tym samym roku uczestniczył w kongresie młodzieży słowiańskiej w Sofii. W 1906 pracował w serbskim gimnazjum w Skopju. Aresztowany przez władze osmańskie za działalność polityczną został uwolniony w 1911 i ponownie powrócił do pracy nauczyciela. W 1913 wziął udział jako ochotnik w II wojnie bałkańskiej. Służył w armii serbskiej także w czasie I wojny światowej i wraz z armią serbską przeszedł przez Albanię na Korfu. W 1917 znalazł się we Francji, a następnie w Londynie, gdzie pracował jako nauczyciel serbskich uchodźców. W 1919 powrócił do Skopja, gdzie podjął pracę nauczyciela w miejscowym gimnazjum.
W 1919 objął stanowisko dyrektora gimnazjum w Đevdeliji, a w 1920 dyrektora gimnazjum w Kumanowie. W 1927 pełnił funkcję dyrektora Banku Handlowo-Przemysłowego w Kumanowie, w tym samym roku przeszedł na emeryturę.
Od 1919 działał w Narodowej Partii Radykalnej, w 1925 po raz pierwszy uzyskał mandat do Skupsztiny SHS. 3 lutego 1935 wybrany senatorem Królestwa Jugosławii, jako przedstawiciel banowiny wardarskiej. W senacie zasiadał do kwietnia 1941. Po II wojnie światowej mieszkał w Belgradzie, gdzie zmarł.